# Даніель Дуарте
Даніель Дуарте (англ. Daniel Duarte; нар. 25 жовтня 1979, Гібралтар) — гібралтарський футболіст, півзахисник.
Виступав, зокрема за клуб «Лінкольн» та національну збірну Гібралтару.

## Клубна кар'єра
У дорослому футболі дебютував 2006 року виступами за команду клубу «Лінкольн», кольори якого захищав до 2015 року. Ще один сезон провів у складі Манчестер 62.

## Виступи за збірну
У 2013 році, після прийняття Гібралтару до складу УЄФА, дебютував в офіційних матчах у складі національної збірної Гібралтару. Провів у формі головної команди країни 3 матчі.
| Дата       | Місто     | Господарі | Результат | Гості             | Турнір           | Голи | Примітки |
| ---------- | --------- | --------- | --------- | ----------------- | ---------------- | ---- | -------- |
| 19-11-2013 | Фару      | Гібралтар | 0 – 0     | Словаччина        | товариський матч | -    |          |
| 01-03-2014 | Гібралтар | Гібралтар | 1 – 4     | Фарерські острови | товариський матч | -    |          |
| 05-03-2014 | Гібралтар | Гібралтар | 0 – 2     | Естонія           | товариський матч | -    |          |
| Усього     |           | Матчів    | 3         |                   | Голів            | 0    |          |

## Титули і досягнення
- Чемпіон Гібралтару (14):

«Лінкольн Ред Імпс»: 2000–01, 2002–03, 2003–04, 2004–05, 2005–06, 2006–07, 2007–08, 2008–09, 2009–10, 2010–11, 2011–12, 2012–13, 2013–14, 2014-15
- Володар Кубка Гібралтару (11):

«Лінкольн Ред Імпс»: 2001–02, 2003–04, 2004–05, 2005–06, 2006–07, 2007–08, 2008–09, 2009–10, 2010–11, 2014, 2014-15
- Володар Суперкубка Гібралтару (10):

«Лінкольн Ред Імпс»: 2001, 2002, 2004, 2007, 2008, 2009, 2010, 2011, 2014, 2015